# Марций Агрипа
Вижте пояснителната страница за други личности с името Агрипа.
Марций Агрипа (на латински: Marcius Agrippa, fl. края на 2/началото на 3 век) е политик и сенатор на Римската империя.
Той е освободен роб, който става екви, sliji kato advocatus fisci (чиновник) по времето на император Септимий Север. Изгонен е на един остров. Връща се обратно в Рим по времето на Каракала и се издига на сенатор. При император Макрин през 217 г. той става управител на Панония и след това на Дакия.
Вероятно той е този Марций Агрипа, римски адмирал, споменат от Елий Спартиан по времето на Каракала.